# La Bazoque (Calvados)
La Bazoque és un municipi francès, situat al departament de Calvados i a la regió de Normandia.